# Godfrey de Ludham

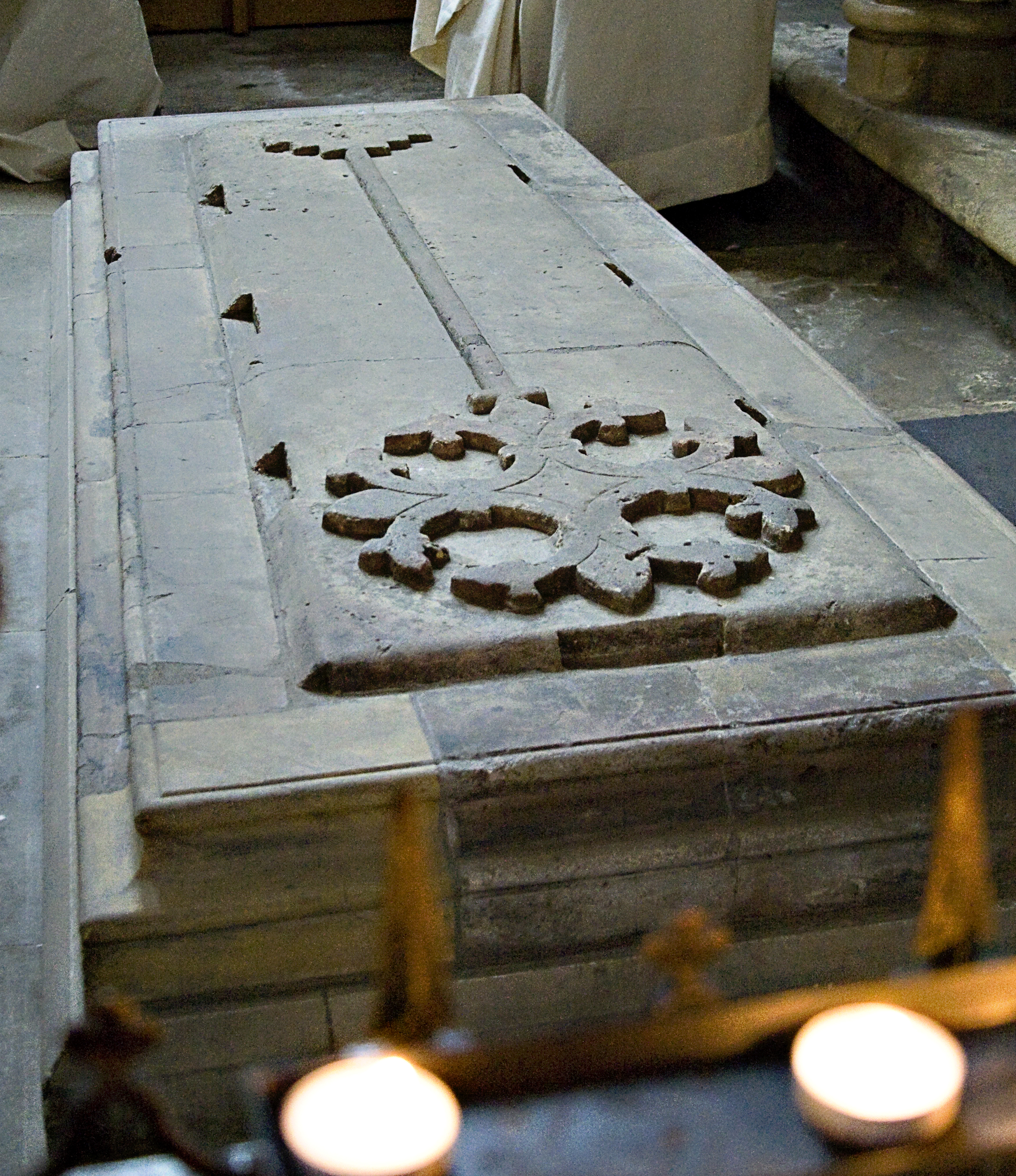
Grab von Godfrey de Ludham in York Minster

Godfrey de Ludham (auch Godfrey de Kineton) († 12. Januar 1265) war ein englischer Geistlicher. Ab 1258 war er Erzbischof von York.

## Herkunft und Ausbildung
Godfrey de Ludham war ein Sohn von Richard und Eda de Ludham, von denen sonst nichts bekannt ist. Er hatte mindestens einen Bruder, Thomas, der Kanoniker am York Minster wurde, als Godfrey Erzbischof war. Godfrey erhielt seinen Beinamen wohl entweder nach Lowdham in Nottinghamshire, das zur Diözese York gehörte, oder nach Ludham in Norfolk. Warum der Chronist Matthew Paris ihn Godfrey de Kineton nannte, ist ungeklärt. Da Ludham gewöhnlich als Magister bezeichnet wurde, hatte er wohl eine Universität, möglicherweise in Oxford besucht.

## Aufstieg zum Erzbischof von York
Erstmals erwähnt wird Ludham 1226, als ihm Erzbischof Walter de Gray von York eine jährliche Pension in Höhe von 10 Mark gewährte, die solange gezahlt wurde, bis er eine andere kirchliche Versorgung erhielt. 1229 erhielt er seine erste Pfründe in Penistone im West Riding of Yorkshire, wo er vor Februar 1233 dann Rektor wurde. Um 1250 wurde Ludham Präzentor am York Minster. 1255 ernannte der neue Erzbischof von York, Sewal de Bovill, Ludham zum Dekan von York Minster. Papst Alexander IV. beanspruchte dieses Amt jedoch für den aus Italien stammenden Jordan, weshalb er sowohl Erzbischof Sewal wie auch Ludham exkommunizierte. Erzbischof Sewal konnte jedoch einen Kompromiss erreichen, durch den Ludham das Amt des Dekans behalten konnte. Nach dem Tod von Sewal im Mai 1258 wurde Ludham am 12. Juli 1258 vom Kathedralkapitel zum neuen Erzbischof von York gewählt. Am 25. Juli bestätigte König Heinrich III. die Wahl. Ludham reiste nach Rom, wo er am 22. September zum Erzbischof geweiht wurde. In Rom versuchte er auch im Auftrag des Königs vergeblich zu erreichen, dass für England ein päpstlicher Legat ernannt wurde. Zurück in England, wurden ihm am 1. Dezember die Temporalien übergeben. Um Weihnachten 1258 wurde er in York inthronisiert.

## Erzbischof von York
Obwohl bereits Erzbischof Walter de Gray ein Register seiner Akten und Urkunden hat anlegen lassen, ist weder für die Amtszeit von Ludham noch seines Vorgängers Sewal de Bovill ein derartiges Verzeichnis erhalten. Aus Ludhams Amtszeit sind deshalb nur wenige Urkunden bekannt, die als Kopien in den Pfarreien aufbewahrt wurden. Deshalb ist über Ludhams Arbeit als Erzbischof außer den üblichen Vergaben und Bestätigungen von Ämtern und Pfarrstellen sowie der gelegentlichen Schlichtung von kirchlichen Streitfällen nur wenig überliefert. Nachweislich führte er in Blyth und Newburgh Priory als Erzbischof Visitationen durch. 1259 erließ er Diözesanstatuten, die er eng nach dem Vorbild der Diözesen Wells und Carlisle erstellte. Wegen eines Einbruchs in den erzbischöflichen Wildpark exkommunizierte er die Bürger von Beverley und wegen Angriffe auf ihn und das Kathedralkapitel stellte er 1261 die Stadt York unter das Interdikt. Diese Taten ergeben ein Bild von Ludham, nach dem er sich wie seine Vorgänger aktiv um die Verwaltung seiner Diözese gekümmert hat. In der turbulenten Zeit des Zweiten Kriegs der Barone gegen den König spielte er dagegen im Gegensatz zu zahlreichen anderen englischen Bischöfen fast keine Rolle. Im Dezember 1264 wurde er als einer von drei Prälaten benannt, die Übergriffe auf Geistliche während des Bürgerkriegs ahnden sollten. Dieses Amt erhielt er aber wohl nur aufgrund seiner Stellung als Metropolit von York.
Ludham wurde in York Minster beigesetzt. Obwohl er vermutlich ein Testament hinterlassen und mehrere Testamentsvollstrecker eingesetzt hatte, ordnete noch 1267 oder 1268 der päpstliche Legat Ottobono an, dass Erzbischof Giffard die Ansprüche von Ludhams Gläubigern untersuchen sollte. Während Bauarbeiten musste sein Grab 1969 versetzt werden, dabei wurde es geöffnet und archäologisch untersucht. Anscheinend war das Grab jahrhundertelang unberührt geblieben. Von Ludham waren nicht nur die Überreste seiner Gebeine, sondern auch die Reste seiner Amtskleidung einschließlich eines goldenen Rings erhalten.